# Éder

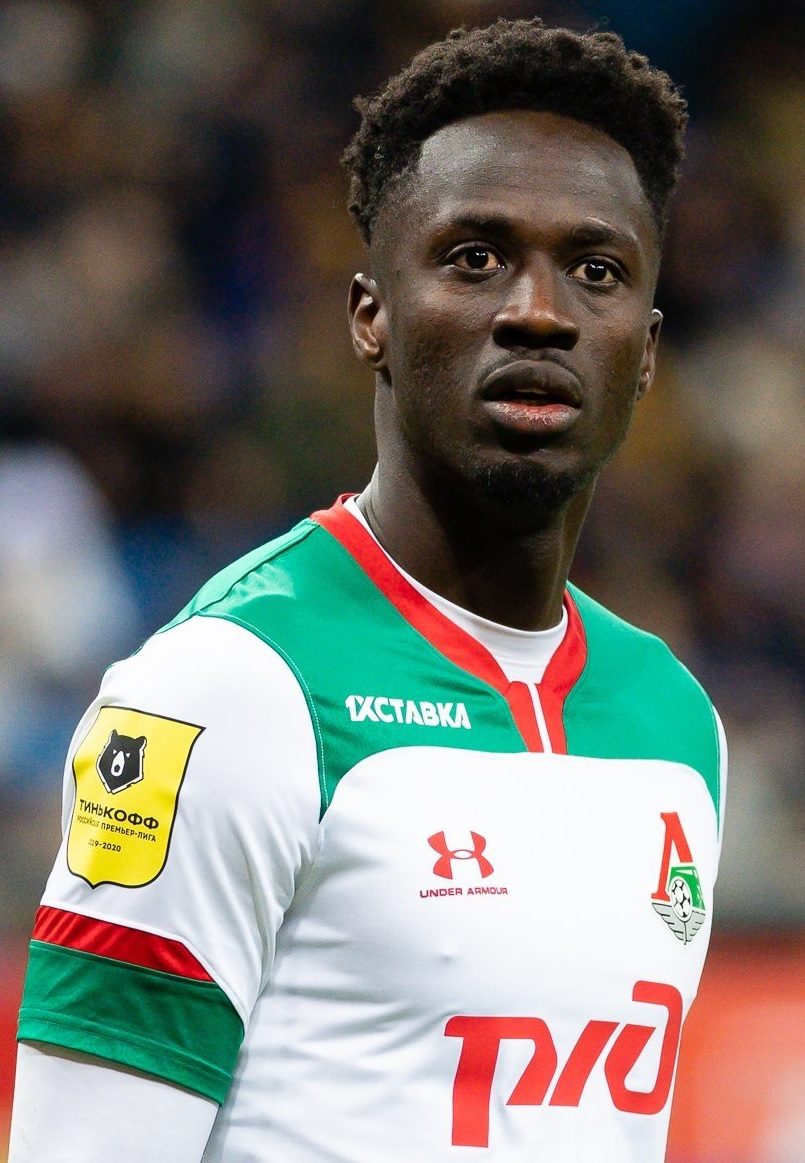
Éderzito António Macedo Lopes, 2020.

Éder är ett portugisiskt och spanskt förnamn.
- Éder Aleixo de Assis, född 1957, brasiliansk landslagsspelare i fotboll
- Éder Citadin Martins, född 1986, brasilianskfödd italiensk landslagsspelare i fotboll
- Éderzito António Macedo Lopes, född 1987, portugisisk landslagsspelare i fotboll
- Éder Álvarez Balanta, född 1993, colombiansk landslagsspelare i fotboll